# Dasypus beniensis
El armadillo de nariz larga de la Amazonía oriental (Dasypus beniensis) es una especie de mamífero cingulado de la familia de los dasipódidos que habita en el norte de Sudamérica. Pertenece al género Dasypus cuyos integrantes son denominados comúnmente armadillos o mulitas.

## Taxonomía
Descripción original
Esta especie fue descrita originalmente en el año 1942 por el zoólogo y conservacionista sueco Einar Lönnberg.
Historia taxonómica
Este taxón fue reconocido como especie plena recién en el año 2016; hasta ese entonces se lo incluía en Dasypus kappleri, una especie de armadillo grande y selvático que fue descrito por Friedrich von Krauss en 1862. En una revisión realizada por Anderson Feijó y Pedro Cordeiro-Estrela para clarificar la taxonomía de esa especie, empleando metodologías de caracteres discretos, lineales y morfometría geométrica, obtuvieron como resultado que un grupo con alopátricos rasgos cualitativos y cuantitativos —que permitían un diagnóstico certero— correspondía a un taxón de especie no reconocido, por lo que rehabilitaron a Dasypus beniensis escindiéndola de Dasypus kappleri.

## Distribución y hábitat
Dasypus beniensis se distribuye en las tierras bajas de la Amazonía de Bolivia y Brasil, al sur de los ríos Madre de Dios, Madeira y ríos de la cuenca del Amazonas inferior.